# Teodor Denhoff (wojewoda wendeński)
Teodor Denhoff (zm. 8 listopada 1622) – pułkownik wojsk koronnych cudzoziemskiego autoramentu 1609 r., naczelny dowódca piechoty niemieckiej, wojewoda parnawski 1617 r., wojewoda wendeński 1620 r. 
Brat Gerarda Denhoffa.